# Gabriel Barès
Gabriel Julien Dominique Barès (Lausanne, Suiza, 29 de agosto de 2000), más conocido deportivamente como Barès, es un futbolista suizo que juega como centrocampista en el Burgos C. F. de la Segunda División de España.

## Trayectoria
Nacido en Lausanne, es un jugador formado en las categorías inferiores del Football Club Lausana-Sport con el que debutó con equipo filial en 2017.
El 20 de septiembre de 2020, Barès hizo su debut profesional con el Football Club Lausana-Sport en la victoria por 2-1 en la Superliga suiza sobre el Servette.
El 25 de enero de 2022, Barès firma por el Montpellier HSC, pero sería asignado a su equipo filial.
El 27 de julio de 2022, firma por el Fussballclub Thun de la Challenge League, la segunda división suiza, cedido por una temporada por el Montpellier HSC.
En la temporada 2023-24, firma por el Union Sportive Concarneau de la Ligue 2, cedido por el Montpellier HSC.
El 3 de febrero de 2025, firma como jugador del Burgos C. F. de la Segunda División de España.

## Clubes
| Club                               | País    | Años          |
| ---------------------------------- | ------- | ------------- |
| Football Club Lausana-Sport II     | Suiza   | 2017-2020     |
| Football Club Lausana-Sport        | Suiza   | 2020-2022     |
| Montpellier H. S. C. II            | Francia | 2022-2025     |
| Montpellier H. S. C.               | Francia | 2022-2025     |
| Fussballclub Thun (cedido)         | Suiza   | 2022-2023     |
| Union Sportive Concarneau (cedido) | Francia | 2023-2024     |
| Burgos CF                          | España  | 2025-presente |